# Vincent Gil
Vincent Gil (Sídney, 1939-21 de agosto de 2022) fue un actor de cine y televisión australiano reconocido por su interpretación de Nightrider en la película de acción y ciencia ficción de 1979 Mad Max y por su aparición previa, en la cinta de 1974 llamada Stone. Gil también tuvo participación en series de televisión en su país como Matlock Police, Neighbours, A Country Practice y Prisoner.

## Filmografía
- You Can't See 'round Corners (1969) - Lennie Ryan
- Stone (1974) - Doctor Death
- Solo (1978) - Paul Robinson
- Mad Max (1979) - Nightrider (el Jinete Nocturno)
- Snapshot (1979) - Daryl
- And/Or = One (1982) - Peter
- Channel Chaos (1984) - Drunk
- Incident at Raven's Gate (1988) - Skinner
- Sebastian and the Sparrow (1988) - Mick
- Ghosts... of the Civil Dead (1988) - Ruben
- Evil Angels (1988) - Roff
- Resistance (1992) - Bull
- Body Melt (1993) - Pud
- Encounters (1993) - Farmer Evans
- Terra Nova (1998) - Hugh
- Mallboy (2001) - Mad Frank
- The Bank (2001) - Sheriff
- Razor Eaters (2003) - Lonnie Evans
- The Long Lunch (2003) - Elbridge Nash